# Chang'e 2
Chang'e 2 (pronunție: /tʃæŋˈʌ/; chineză simplificată: 嫦娥二号; chineză tradițională: 嫦娥二號; pinyin: Cháng'é èr hào) este o sondă lunară chineză fără echipaj care a fost lansată la 1 octombrie 2010. Aceasta a fost o continuare a sondei lunare Chang'e 1, lansată în 2007. Chang'e 2 a făcut parte din prima fază a programului chinez de explorare lunară și a efectuat cercetări de pe o orbită lunară la 100 km înălțime, în vederea pregătirii pentru aterizării ușoare din decembrie 2013 a sondei și a roverului Chang'e 3. Chang'e 2 a avut un design similar cu Chang'e 1, deși a prezentat unele îmbunătățiri tehnice, inclusiv o cameră de bord mai avansată. La fel ca și predecesoarea sa, sonda a fost numită după Chang'e, o zeiță chineză antică a lunii.
După ce și-a îndeplinit obiectivul principal, sonda a părăsit orbita lunară pentru punctul Lagrange Pământ-Soare L2, pentru a testa rețeaua chineză de urmărire și control, ceea ce face ca Administrația Națională Spațială Chineză să fie a treia agenție spațială, după NASA și ESA, care a vizitat acest punct. Sonda a intrat pe orbită în jurul lui L2 la 25 august 2011 și a început să transmită date din noua sa poziție în septembrie 2011. În aprilie 2012, Chang'e 2 a părăsit L2 pentru a începe o misiune extinsă către asteroidul 4179 Toutatis, pe care l-a depășit cu succes în decembrie 2012.
Acest succes a făcut din CNSA a patra agenție spațială care a explorat direct asteroizi, după NASA, ESA și JAXA. Începând din 2014, Chang'e 2 a călătorit la peste 100 de milioane de km de Pământ, desfășurând o misiune pe termen lung pentru a verifica sistemele de urmărire și control ale Chinei în spațiul cosmic. Contactul cu sonda a fost pierdut în 2014, deoarece puterea semnalului a slăbit din cauza distanței. Se așteaptă ca sonda să se întoarcă în vecinătatea Pământului undeva în jurul anului 2027.